# 와카바야시 마나후
와카바야시 마나후(일본어: 若林 学歩, 2004년 3월 10일~)는 일본의 축구 선수이다.

## 구단 경력
그는 2022년 J2리그의 오미야 아르디자에 입단했다. 2023년후 J3리그에 강등했다. 2025년 일본 풋볼 리그의 이와테 그루자 모리오카로 이적했다.